# David Denicke
David Denicke (né le 20 janvier 1603 à Zittau Royaume de Bohême - et mort le 1er avril 1680 à Hanovre) est un juriste et auteur de chants religieux allemands.

## Biographie
Denicke, fils d'un juge de Zittau, étudie la jurisprudence et la philosophie à l'Université d'Iéna et à l'Université Martin-Luther de Halle-Wittenberg. Il est privat-docent à Königsberg. De 1625 jusqu'en 1628 il voyage aux Pays-Bas, en Angleterre et en France. Il est précepteur du fils du duc Georges de Brunswick-Calenberg à Herzberg am Harz en 1629. Il dirige l'abbaye de Bursfelde en 1639, devient conseiller aulique en 1640 et membre du consistoire deux ans plus tard à Hanovre. En 1646 il publie avec Justus Gesenius un recueil de cantiques destinés à la dévotion privée et dont est issu le recueil de Hanovre paru en 1659. Encore aujourd'hui, quelques chants de ce recueil sont utilisés.
Johann Sebastian Bach a utilisé une partie de ses textes de chorals dans ses cantates ; une strophe de «Kommt, Lasst euch den Herren lehren" dans "Brich dem Hungrigen dein Brot", BWV 39, une strophe de "O Gottes Sohn, Herr Jesu Christ" et celui de "Wenn alle einer Ding verstünd »dans "du sollt Gott, deinen Herren, lieben", BWV 77. Il a commencé sa cantate Schau, lieber Gott, wie meine Feind, BWV 153, la première strophe du même hymne de Denicke.

## Œuvres choisies
- New Ordentlich Gesang-Buch. Sampt Einer nothwendigen Vorrede u. Erinnerung Von dessen nützlichem Gebrauch (Hannover 1646)
- Herr, für dein Wort sei hoch gepreist (EG 196)